# Молдова и НАТО
Сотрудничество между Молдовой и НАТО началось еще в 1992 году, она присоединилась к Совету евроатлантического сотрудничества, переименованного в Совет евроатлантического партнерства в 1997 году объединяет 50 стран в рамках многостороннего форума, который обеспечивает процесс диалога и консультаций по вопросам политики и безопасности среди стран-членов НАТО и стран-партнеров. СЕАП является общей политической структурой, в рамках которой развивается сотрудничество между НАТО и странами-партнерами на Евроатлантическом пространстве, а также двусторонние отношения между НАТО и отдельными странами-партнерами, участвующих в программе «Партнерство ради мира» .. И сразу же в 1994 году Молдовой присоединяется к Партнерства ради мира. НАТО и Республика Молдова активно сотрудничают в различных сферах, и постоянно углубляют практическое сотрудничество во многих сферах. Индивидуальный план партнерства 19 мая 2006 подписали Республика Молдова — НАТО. Ключевой целью механизма является укрепление политического диалога и консультации между НАТО и Республикой Молдова с целью обеспечения сотрудничества для поощрения и поддержки внутренних и внешних условий для продвижения демократических реформ. В рамках этого расширенного диалога Молдова получила возможность обсудить и утвердить желание и способность осуществлять основные принципы внутренней и внешней политики, изложенные в Рамочный документ Партнерство ради Мира и в документе Совета евроатлантического партнерства. План IPAP Республика Молдова — НАТО, состоит из четырёх основных разделов:
- Политические проблемы и проблемы безопасности;
- Военные и оборонительные проблемы;
- Информирование общественности, наука и планирование чрезвычайных ситуаций;
- Административные аспекты, защита информации и ресурсов, содержащиеся в двух отдельных частях: основные политические цели и реформирования Республики Молдова и области реформирования, которые являются предметом консультаций.

## Сотрудничество с НАТО
Области сотрудничества, планы реформ и политических процессов диалога подробно изложены в индивидуальном партнерстве плана Молдовы, совместно согласованной с НАТО. Основные направления сотрудничества включают подготовку стратегических документов для реформ, планирования оборонных бюджетов и повышения военного образования и подготовки кадров в Молдове.
При поддержке реформ, вторым ключевой задачей сотрудничества НАТО с Молдовой является развитие способности сил 22-го миротворческого батальона к взаимодействию с силами стран НАТО, особенно в кризисных ситуациях и операциях по поддержанию мира. Молдова также работает вместе с НАТО и странами-партнерами в широком диапазоне других областях в рамках Партнерства ради мира (ПРМ) и Совета евроатлантического партнерства (СЕАП).
21 января 2021 года при поддержке НАТО в структуре вооруженных сил Молдавии создан Центр реагирования на киберинциденты. Это шаг по интеграции молдавской армии в структуры блока, сделанный в рамках программы «Наука ради мира».

## Нейтралитет
Статья 11 Конституции Молдовы говорит:

Республика Молдова провозглашает свой постоянный нейтралитет. Республика Молдова не допускает размещения на своей территории вооруженных сил других государств.

Таким образом нейтралитет Молдовы закреплен в ее конституции и у страны нет официальных планов по вступлению ни в НАТО, ни в ОДКБ.

## Сотрудничество в области безопасности
Благодаря регулярным обучением, Молдова приняла меры по приведению своих сил ближе к полной совместимости с войсками союзников. Молдова объявила количество единиц, доступных для мероприятий ПРМ, на индивидуальной основе для Поддержка миротворческого контингента. Пять молдавских вертолётов в настоящее время поддерживают миссию ООН в Афганистане.
Молдова также выделила военный аэродром и другие объекты для подготовки кадров для деятельности ПРМ. Молдова принимает участие в борьбе с терроризмом путем участия в Плане действий партнерства по борьбе с терроризмом (ПАП-Т). ПДБТ — основная составляющая программы «Партнерство ради мира» (ПРМ). Участие в нем на индивидуальной основе была также предложена странам, вовлеченным в программу НАТО «Средиземноморский диалог» и другим заинтересованным странам. Каждая из стран согласовывает уровень своего участия с НАТО индивидуально.
Работа по повышению военного образования и подготовки кадров в Молдове ориентирована на Военный институт и операций по поддержанию мира Учебного центра, в который идет тесное сотрудничество с эксперты НАТО.
НАТО не принимает прямого участия в процессе урегулирования конфликта в регионе Приднестровья. Тем не менее, генеральный секретарь НАТО Яап де Хооп Схеффер заявил, что позиция Альянса остаются теми же, что все стамбульские обязательства, сделанные Россией должны быть выполнены, в том числе касающиеся изъятия русского оружия и боеприпасов, хранящихся в регионе Приднестровье.

## Эволюция отношений
В 1994 г.. Республика Молдова присоединилась к программе НАТО «Партнерство ради мира», став его двенадцатым членом. Участие в этой программе дало возможность личному составу Национальной армии повышать свою боеготовность и участвовать в обеспечении международной безопасности. В июне 2005 г.. Президент Молдовы В. Воронин во время визита в Брюссель лично передал письмо генеральному секретарю НАТО с просьбой о разработке и внедрении Индивидуального плана действий партнерства Республика Молдова — НАТО. В 2006 г. Высший совет безопасности Молдовы утвердил Индивидуальный план партнерства Молдова — НАТО, который предусматривает реформирование всей системы безопасности и обороны республики на принципах НАТО и перевод Национальной армии Молдовы до уровня бригады и батальона в 2010 года на стандарты Североатлантического альянса. Согласно плану, в 2007—2008 гг. при Службе информации и безопасности Молдовы создан Антитеррористический центр для возможного участия в операциях под эгидой НАТО.
Молдова надеется на поддержку НАТО не только в реформировании Национальной армии, но и в процессе урегулирования Приднестровского конфликта. Выступая в июне 2005 г. в штаб-квартире НАТО в Брюсселе, Президент Молдовы В. Воронин заявил, что немедленное, безоговорочное и полное выведение вооруженных сил Российской Федерации из Республики Молдова стало бы решающим толчком на пути решения Приднестровской проблемы. Мир в зоне конфликта с 1992 г. поддерживают совместные миротворческие силы, в которые входят 335 российских военнослужащих, 490 — приднестровских, 453 — молдавских и десять военных наблюдателей от Украины.
В обращении молдавского парламента о принципах и условиях демилитаризации Приднестровского региона высказывается надежда на содействие НАТО, международной миссии военных и гражданских наблюдателей, благодаря которой удастся расформировать вооруженные подразделения Приднестровского региона, утилизировать вооружение и военную технику, а также осуществить программу социальной реабилитации и переквалификации лиц, которые проходят службу в составе военных формирований ПМР.
Для Молдовы Североатлантический альянс является крайне важным партнером в вопросе урегулирования Приднестровского конфликта и определения наиболее эффективных путей решения этой проблемы, а также в укреплении переговорного потенциала в диалоге с Российской Федерацией о выводе ее войск с территории Приднестровья в соответствии с решениями стамбульского саммита ОБСЕ. Альянс настаивает на необходимости мирного решения Приднестровского конфликта, в частности, путем предоставления Приднестровскому региону особого правового статуса на основе сохранения суверенитета и территориальной целостности Республики Молдова.
Длительная политическая нестабильность на Украине после 2004 года. негативно сказалась на внешнеполитических позициях Киева. Наглядным примером этого стало усиление позиций Молдовы за счет украинских национальных интересов. Получив, благодаря недальновидным действиям украинских чиновников, возможность строительства порта в Джурджулештах на Дунае, Молдова фактически стала седьмым причерноморским государством. Строительство Кишиневом нефтяного терминала, грузопассажирского порта и нефтеперерабатывающего завода вблизи Джурджулешты нанесло значительный ущерб украинским экономическим интересам в Придунавье, в том числе деятельности порта Рени, до недавнего времени самого развитого на Дунае.

## Приостановление отношений
В январе 2017 новоизбранный пророссийски ориентированный президент Молдовы Игорь Додон заявил, что он намерен отменить соглашение об открытии бюро по связям с НАТО в Кишиневе. О чем рассказал в интервью телеканалу RT.
Также, отметил, что в его планах на посту президента будет налаживание отношений с Россией. Президент Молдовы намерен разорвать соглашение об открытии бюро по связям с НАТО. Им же была высказана сомнительность в том, что Молдова когда будет полноценным членом ЕС, тогда как под руководством Москвы Молдова могла бы стать наблюдателем в Евразийском экономическом союзе. Поддержка подобных инициатив в парламенте была им также обещана после следующих парламентских выборов.

## Социологические опросы
Отношение населения Молдовы к вступлению в НАТО по данным опросов общественного мнения
| Дата         | Отношение | Отношение | Агентство                                          |
|              | За        | Против    |                                                    |
| Январь 2012  | 17 %      | 47 %      | Ассоциация социологов и демографов Молдовы         |
| Март 2014    |           | 40 %      | Ассоциация социологов и демографов Молдовы         |
| Октябрь 2014 | 24 %      | 48 %      | Ассоциация социологов и демографов Молдовы         |
| Ноябрь 2014  | 18 %      | 50 %      | «Барометр общественного мнения»                    |
| Апрель 2015  | 23,2 %    | 48,3 %    | «Барометр общественного мнения»                    |
| Апрель 2015  | 24,9 %    | 37,8 %    | Ассоциация социологов и демографов Молдовы         |
| Май 2018     | 24%       | 54%       | Центр социологических исследований Молдавии (CCSM) |

## Галерея
- Информационный центр НАТО в Молдове